# Kaohsiung Cup 2013
La Kaohsiung Cup 2013, nota anche come OEC Kaohsiung, è stata un torneo di tennis facente parte della categoria ATP Challenger Tour nell'ambito dell'ATP Challenger Tour 2013. È stata la 2ª edizione del torneo, si è giocata a Kaohsiung in Taiwan dal 16 al 22 settembre 2013 su campi in cemento e aveva un montepremi di $125,000+H.

## Partecipanti singolare

### Teste di serie
| Nazionalità   | Giocatore          | Ranking* | Testa di serie |
| ------------- | ------------------ | -------- | -------------- |
| Taipei cinese | Lu Yen-hsun        | 64       | 1              |
| Stati Uniti   | Jack Sock          | 88       | 2              |
| Stati Uniti   | Michael Russell    | 91       | 3              |
| Colombia      | Alejandro González | 112      | 4              |
| Stati Uniti   | Rajeev Ram         | 119      | 5              |
| Australia     | Matthew Ebden      | 134      | 6              |
| Giappone      | Yūichi Sugita      | 144      | 7              |
| Taipei cinese | Jimmy Wang         | 153      | 8              |

- Ranking al 9 settembre 2013.

### Altri partecipanti
Giocatori che hanno ricevuto una wild card:
- Lee Hsin-han
- Peng Hsien-yin
- Wang Chieh-fu
- Yang Tsung-hua

Giocatori che sono passati dalle qualificazioni:
- Toshihide Matsui
- Yasutaka Uchiyama
- Yuki Bhambri
- Chung Hyeon

## Vincitori

### Singolare
Lu Yen-hsun ha battuto in finale  Yuki Bhambri con il punteggio di 6–4, 6–3

### Doppio
Juan Sebastián Cabal /  Robert Farah hanno battuto in finale  Yuki Bhambri /  Wang Chieh-fu con il punteggio di 6–4, 6–2